# Arsalan Kazemi
Arsalan Kazemi Naeini (nacido el 22 de abril de 1991 en Isfahán, Irán) es un jugador de baloncesto iraní que pertenece a la plantilla del Chemidor Qom de la Superliga de Irán. Con 2,01 metros juega en la posición de ala-pívot. Fue seleccionado por los Washington Wizards en la posición número 54 del Draft de la NBA de 2013, convirtiéndose en el primer jugador nacido en Irán en ser elegido en el draft, aunque no llegó a debutar.

## Carrera

### Universidad
Jugó para la universidad de Rice desde 2009 a 2012. En su primer año con los Owls, Kazemi se convertiría en el primer jugador iraní en jugar la primera división de la NCAA. 
Su segundo año Kazemi promedió 10,3 puntos por partido y 9,1 rebotes por partidos. En su tercer año Kazemi hizo un comienzo de temporada magnífico, promediando 17,5 puntos y 11,4 rebotes en los primeros 14 partidos, de esos 14 partidos hizo nueve doble dobles. 
Después de sus tres años en Rice, fue transferido a la Universidad de Oregón, dónde tuvo una temporada exitosa con los Ducks, y además llegó Sweet Sixteen con Oregon donde en esos tres partidos hizo un promedio de 15 rebotes, 10 puntos y 2,3 asistencias por partido.

#### Estadísticas
| Año       | Equipo | PJ | PT | MPP  | %TC  | %3P  | %TL  | RPP  | APP | ROB | TPP | PPP  |
| --------- | ------ | -- | -- | ---- | ---- | ---- | ---- | ---- | --- | --- | --- | ---- |
| 2009-2010 | Rice   | 30 | 21 | 27.9 | .530 | .000 | .610 | 9.1  | 1.2 | 1.6 | 0.9 | 10.3 |
| 2010-2011 | Rice   | 32 | 30 | 29.8 | .525 | .000 | .720 | 11.0 | 1.3 | 1.2 | 0.8 | 15.2 |
| 2011-2012 | Rice   | 33 | 32 | 29.4 | .594 | .000 | .681 | 10.3 | 2.1 | 2.1 | 1.0 | 12.1 |
| 2012-2013 | Oregon | 35 | 27 | 28.8 | .587 | .000 | .682 | 9.9  | 1.4 | 2.1 | 0.6 | 9.3  |

### Profesional
Fue elegido en la posición número 54 del Draft de la NBA de 2013 por los Washington Wizards, pero sus derechos fueron traspasados a los Philadelphia 76ers. En la noche del draft, Kazemi se convirtió en el primer nacido en Irán en ser elegido en el draft de la NBA. Se unió a los 76ers para la NBA Summer League de 2013.
Arsalan regresó a Irán y firmó con el Petrochimi Iman Harbour BC para la temporada 2013-2014.
En julio de 2014, Kazemi regresó con los 76ers para la NBA Summer League de 2014. En septiembre de 2015, firmó con los Chongqing Soaring Dragons de la liga china.
En julio de 2015, regresó nuevamente con los 76ers para la NBA Summer League de 2015. A finales de septiembre de 2015, Arsalan firmó un contrato con los Atlanta Hawks después de que los 76ers renunciaron a sus derechos. Sin embargo, el 10 de octubre de 2015 fue despedido por los Hawks.
En octubre de 2015 los Houston Rockets lo reclamaron entre los descartes de los Hawks.
[actualizar]

## Selección nacional
[actualizar]
En verano de 2021, fue parte de la selección absoluta iraní que participó en los Juegos Olímpicos de Tokio 2020, que quedó en decimosegundo lugar.
Durante agosto y septiembre de 2023 fue integrante de la selección de Irán que participó en el Mundial de 2023 celebrado en Asia, y que finalizó en trigesimoprimer lugar.